# Faustyna i piękne lato
Faustyna i piękne lato (Faustine et le Bel Été) – komedia francuska z roku 1972. Film został wyświetlony na 25 festwalu filmowym w Cannes.

## Obsada
- Muriel Catalá - Faustine
- Claire Vernet - Claire
- Jacques Spiesser - Florent
- Francis Huster - Joachim
- Georges Marchal - Julien
- Isabelle Adjani - Camille
- Marianne Eggerickx - Ariane
- Maurice Garrel - Jean
- Jacques Weber - Haroun
- Valentine Varela - Marie
- Nathalie Baye - Giselle
- Isabelle Huppert - studentka